# Henri Salmet
Henri Salmet, né le 19 novembre 1882 à Paris et mort le 15 avril 1954 à Villejuif, était un aviateur français.

## Biographie

### École de pilotage Blériot (1911)
Au début 1911, Henri Salmet est employé par l'école de pilotage Blériot à l'aérodrome de Hendon. Il a appris à voler avec son instructeur en chef, Pierre Prier. Le 27 juin 1911, il reçoit son brevet de pilote numéro 99 délivré par le Royal Aero Club,. Plus tard en 1911, il succède à Pierre Prier comme chef instructeur. Le 29 novembre 1911, il bat le record d'altitude en Colombie dans un vol atteignant 8 070 pieds (2 460 m).

### Vol de Londres à Paris (1912)
Le 7 mars 1912, dans un Blériot XI, il tente de battre le record de la plus courte durée de vol sans escale de Londres (aérodrome d'Hendon) à Paris (Issy-les-Moulineaux précédemment établi par Pierre Prier le 13 avril 1911. Salmet effectue le vol en trois heures et seize minutes. Toutefois, Salmet a avoué plus tard qu'il avait atterri en France en route vers Paris pour trouver ses repères.

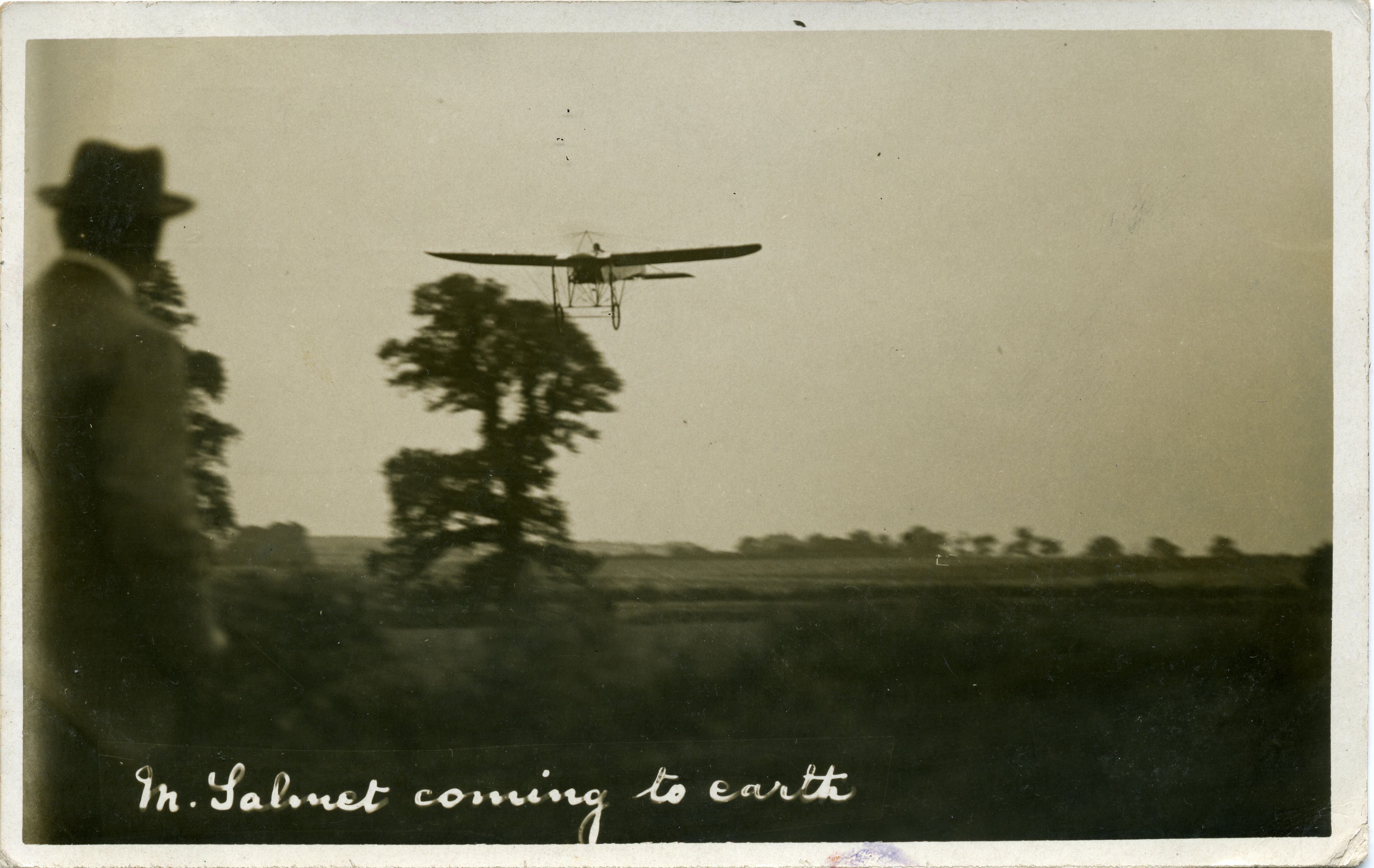
Salmet atterrissage près de Herne Bay, Kent, 1912

### Wake Up England Tour(1912)
En juillet et août 1912, Salmet participe au Wake Up England Tour, une démonstration d'aviation organisée par Claude Grahame-White, et parrainée par le journal Daily Mail. Le but était de promouvoir l'intérêt du public pour l'aviation. Il visite 121 villes, dont beaucoup étaient des lieux de villégiature. Salmet volait sur un Blériot XI-2, un biplace qui lui a permis de transporter un passager payant. Une autre série de vols publicitaires a été faite en 1913, utilisant le même type d'appareil terrestre, plus une version hydravion équipée de flotteurs.

### Course aérienne des deux Roses (1913)
Le 2 octobre 1913, Salmet expose son aéronef à Leeds, et effectue des vols avec passagers pendant la préparation de la Course aérienne des deux Roses.

### Les livraisons de journaux de Nice (1914)
Le 5 janvier 1914, le Supplément Riviera du Daily Mail a rapporté que Salmet avait commencé à transporter des passagers sur des vols dans la région de Nice, au cours de laquelle des fleurs et des exemplaires du journal ont été distribuées comme cadeaux publicitaires.

### Première Guerre mondiale
Après le déclenchement de la guerre, Salmet rejoint l'Aéronautique militaire, et sert avec le titre de maréchal des logis, avec l'escadrille C9, volant sur des avions de reconnaissance et bombardiers Caudron G.4, basée à Villers-lès-Nancy. Le 7 avril 1915, il reçoit la Croix de Guerre. Le 27 août 1915, la médaille militaire lui est décernée,. Le 27 septembre 1915, il est adjudant et cité à l'ordre de l'armée.

## Distinctions
- Croix de guerre 1914-1918
- Médaille militaire